# Rajgród (przystanek kolejowy)
Rajgród – dawny przystanek kolejowy.